# Janusz Mariański
Janusz Mariański (ur. 6 września 1940 w Borowie) – polski ksiądz katolicki, socjolog specjalizujący się w socjologii moralności i socjologii religii, profesor nauk humanistycznych, wykładowca Katolickiego Uniwersytetu Lubelskiego Jana Pawła II.

## Życiorys
Formację kapłańską ukończył w 1964 w Wyższym Seminarium Duchownym w Płocku. W latach 1965–1968 odbył studia specjalistyczne w zakresie nauk społecznych na Wydziale Filozofii Chrześcijańskiej KUL (magisterium w 1968). Stopień naukowy doktora uzyskał w 1972, habilitację w 1979. Stanowisko profesora nadzwyczajnego w KUL objął w 1989 po uzyskaniu w tym samym roku tytułu naukowego profesora. Profesorem zwyczajnym został w 1992. W latach 1984–1987 był kierownikiem Sekcji Społecznej na Wydziale Nauk Społecznych KUL i jednocześnie od 1984 kierownikiem Katedry Socjologii Moralności w Instytucie Socjologii KUL.
Był członkiem Prezydium Polskiej Akademii Nauk, członkiem Centralnej Komisji do Spraw Stopni i Tytułów.
W latach 2001–2003 był prezesem Towarzystwa Naukowego Katolickiego Uniwersytetu Lubelskiego Jana Pawła II.
Pod jego kierunkiem w 1991 stopień naukowy doktora uzyskała Ewa Budzyńska.

## Wybrane publikacje
- Dynamika przemian religijności wiejskiej w rejonie płockim w warunkach industrializacji (1967-1976), Poznań-Warszawa 1984.
- Emigracja z Kościoła. Religijność młodzieży polskiej w warunkach zmian społecznych, Lublin 2008.
- Katolicyzm polski – ciągłość i zmiana. Studium socjologiczne, Kraków 2011.
- Kondycja religijna i moralna młodych Polaków, Kraków 1991.
- Kościół katolicki w Polsce a życie społeczne. Studium socjologiczno-pastoralne, Lublin 2005.
- Kościół katolicki w Polsce w przestrzeni życia publicznego. Studium socjologiczne, Toruń 2013.
- Kościół katolicki w społeczeństwie obywatelskim. Refleksje socjologiczne, Lublin 1998.
- Kościół w społeczeństwie przemysłowym, Warszawa 1983.
- Kryzys moralny czy transformacja wartości? Studium socjologiczne, Lublin 2001.
- Małżeństwo i rodzina w świadomości młodzieży maturalnej – stabilność i zmiana, Toruń 2012.
- Mieć czy być? Konsumizm jako styl życia – wyzwaniem dla Kościoła, Kraków 1996.
- Między nadzieją i zwątpieniem. Sens życia w świadomości młodzieży szkolnej, Lublin 1998.
- Między sekularyzacją i ewangelizacją : wartości prorodzinne w świadomości młodzieży szkół średnich, Lublin 2003.
- Młodzież między tradycją i ponowoczesnością. Wartości moralne w świadomości maturzystów, Lublin 1995.
- Moralność w procesie przemian. Szkice socjologiczne, Warszawa 1990.
- Podstawowe pojęcia socjologii religii w eksplikacji ks. Janusza Mariańskiego, Lublin 2013.
- Podstawy moralno-społeczne młodzieży płockiej (studium socjologiczne), Płock 1984.
- Praktyki religijne w Polsce w procesie przemian. Studium socjologiczne, Sandomierz 2014.
- Przemiany moralności polskich maturzystów w latach 1994-2009. Studium socjologiczne, Lublin 2011.
- Religia i Kościół między tradycją i ponowoczesnością. Studium socjologiczne, Kraków 1997.
- Religia i Kościół w społeczeństwie pluralistycznym. Polska lat dziewięćdziesiątych, Lublin 1993.
- Religia w społeczeństwie ponowoczesnym. Studium socjologiczne, Warszawa 2010.
- Religijność społeczeństwa polskiego w perspektywie europejskiej. Próba syntezy socjologicznej, Kraków 2004.
- Religijność w procesie przemian. Szkice socjologiczne, Warszawa 1991.
- Sekularyzacja i desekularyzacja w nowoczesnym świecie, Lublin 2006.
- Sens życia, wartości, religia. Studium socjologiczne, Lublin 2013.
- Socjologia moralności, Lublin 2006.
- Socjologia moralności. Wprowadzenie i bibliografia prac polskich 1946-1982, Poznań-Warszawa 1986.
- Społeczeństwo i moralność. Studia z katolickiej nauki społecznej i socjologii moralności, Tarnów 2008.
- "Struktury grzechu" w ocenie społecznego nauczania Kościoła, Płock 1998.
- Udział katolików świeckich w życiu parafii (założenia i rzeczywistość), Płock 2008.
- W poszukiwaniu sensu życia. Szkice socjologiczno-pastoralne, Lublin 1990.
- Wartości religijne i moralne młodych Polaków (raport z badań ogólnopolskich), Warszawa 1991.
- Wprowadzenie do socjologii moralności, Lublin 1989.

## Odznaczenia
- Krzyż Kawalerski Orderu Odrodzenia Polski (2013)[4].